# فاروق وادي
فاروق وادي واسمه الكامل فاروق محمد أحمد وادي (ولد في 14 أبريل 1949 في البيرة، رام الله – توفي في 19 سبتمبر 2022 في لشبونة)، أديب وكاتب وروائي وناقد فلسطيني.

## سيرته
وُلد فاروق محمد أحمد وادي في مدينة البيرة الفلسطينية بتاريخ 14 أبريل 1949 لعائلة فلسطينية كانت قد قدمت نازحة من قرية المزيرعة إثر النكبة عام 1948. حصل على درجة البكالوريوس في علم النفس من الجامعة الأردنية عام 1972، وتنقل بين عدة مدن عربية منها عمان وبيروت ودمشق، وعمل لمدة 35 عامًا في المؤسسات الثقافية الفلسطينية.

## مؤلفاته
له مجموعة من المؤلفات، وهي:
- «المنفى يا حبيبتي»، مجموعة قصصية، عام 1976.
- «طريق إلى البحر»، رواية، عام 1980.
- «ثلاث علامات في الرواية الفلسطينية: غسان كنفاني، إميل حبيبي، جبرا إبراهيم جبرا»، عام 1985.
- «رائحة الصيف»، عام 1993.
- «منازل القلب»، عام 1997.
- «عصفور الشمس»، عام 2006.
- «سيرة الظل»، عام 2008.
- «ديك بيروت يؤذِّن في الظهيرة ـ كتاب الحرب»، عام 2015.
- «سرير المشتاق»، عام 2019.
- «سوداد.. هاوية الغزالة»، عام 2022.

## وفاته
توفي فاروق وادي يوم الاثنين الموافق 19 سبتمبر 2022 في العاصمة البرتغالية لشبونة عن عمرٍ ناهز حوالي 73 عامًا بعد صراعٍ مع المرض.
ونعت وزارة الثقافة الفلسطينية في 19 سبتمبر 2022 الكاتب فاروق وادي، وقال وزير الثقافة الفلسطيني عاطف أبو سيف: «إن الثقافة الفلسطينية والعربية تخسر أحد أبرز رموزها التي أغنت الساحة الثقافية بإبداعاتها الأدبية، وأثرت المكتبة برؤاها الثقافية والنقدية والسردية، وأن إرث وادي سيظل راسخًا كجبال بلادنا شامخة».
ونظمت وزارة الثقافة الفلسطينية في 20 سبتمبر 2022 وقفة صمت وحداد على مدخل «معرض فلسطين الدولي الثاني عشر للكتاب» حدادًا على رحيل فاروق وادي، وقال وزير الثقافة الفلسطيني عاطف أبو سيف خلال الوقفة: "إن وادي ترك إرثاً كبيرًا للأجيال، كناقدٍ وروائي ومبدع. معرض فلسطين الدولي للكتاب يفقد أحد أهم أعلام الثقافة الفلسطينية الذين أتحفت كتبهم رفوف هذا المعرض، هذه لحظة حزينة على شعبنا وهي لحظة مؤلمة بالنسبة لنا كمثقفين وكتاب وعاملين في الحقل الثقافي، حيث فقدنا بوصلة تشير إلى فلسطين، وإلى دور المثقف الحقيقي الطليعي الملتزم، المنتمي لشعبه وقضيته، وسيقوم معرض فلسطين الدولي للكتاب بالتنسيق مع الناشرين الذين نشروا أعمال وادي بتنظيم ندوة توقيع غيابي لروايته (سوداد - هاوية الغزالة)، لأن الغائب يظل حاضرًا بيننا، نحن يجب أن نظل أوفياء لكل من أسهم من أجل أدبنا الفلسطيني وقضيتنا الوطنية".
وكتب الأديب والروائي الفلسطيني إبراهيم نصر الله في 19 سبتمبر 2022: "موجع رحيل فاروق، هذا الحبيب الأكثر احتفاء بالحياة وبكل ما هو جميل وحر فيها، فاروق المبدع الكبير والنبيل الذي عاش كبيرًا ورحل كبيرًا. هو يُتْم القلب وعذابه أن يرحل بعيدًا عنا، في البرتغال، في الوقت الذي كنا ننسق للاحتفاء بروايته الفاتنة الأخيرة (سوداد - هاوية الغزالة) بعد يومين. كان آخر خبر سمعه فاروق هو خبر قيام عدد من المبدعين الفلسطينيين بتوقيع روايته الأخيرة نيابة عنه، في معرض فلسطين الدولي للكتاب، الشكر كل الشكر لهم، مشاركتكم كانت الخبر الأجمل الأخير الذي سمعه فاروق وأسعد قلبه".
وقال الشاعر والروائي الفلسطيني غسان زقطان: «اليوم رحل فاروق وادي.. أحد أجمل الكتاب الفلسطينيين وأقربهم إلى القلب. كنا في جناح دار المتوسط في معرض فلسطين للكتاب نتحدث عنه، عن لغته الجميلة وروحه المحبة واقتراح توقيع كتابه الجديد الذي لم يصل إليه».